# Anselm Jappe
Anselm Jappe (Bonn, 1962) es un filósofo alemán que enseña filosofía en Italia. Es teórico de la «nueva crítica del valor», es miembro de la revista alemana Exit! y especialista del pensamiento de Guy Debord.

## Biografía
Nació en Bonn en 1962 y se crio en Colonia y en el Perigord francés. Estudió en Roma y en París donde consigue un doctorado en filosofía. Tuvo como director de estudios a Mario Perniola. Anselm Jappe enseña actualmente la estética en las escuelas de arte de Frosinone y Tours. Antiguo miembro del grupo Krisis (Núremberg), publicó numerosos artículos en diversas revistas y diarios entre los cuales Iride (Florencia), Il manifesto (Roma), L'indice (Milán), Mania (Barcelona), Lignes (París), Illusio (Caen) y en la revista alemana Exit !.
Anselm Jappe es autor de un importante ensayo sobre Guy Debord destacado por el propio Debord y por la crítica. El Magazine littéraire dijo que «de todos los libros publicados sobre las ideas de Guy Debord, el de Anselm Jappe es el más interesante a día de hoy». El libro de Jappe sobre Debord pone de relieve los lazos directos entre la teoría del espectáculo y la crítica del valor y del fetichismo de la mercancía. Analiza el conjunto de las influencias sobre el pensamiento de Debord y su actualidad en relación con los autores contemporáneos de la crítica del valor.
Anselm Jappe se refiere con frecuencia a los autores de la Escuela de Frankfurt y trata de rearticular en sus escritos la teoría crítica con una lectura renovada de la obra de Karl Marx, en el seno de la corriente de la «Nueva crítica del valor» («Wertkritik» en Alemania), cuyo principal teórico es Robert Kurz. Esta crítica se elabora desde 1986 por diferentes pensadores en diversos sitios del mundo: Robert Kurz y Roswitha Scholz en Alemania, Jean-Marie Vincent en Francia y Moishe Postone en Estados Unidos. Anselm Jappe presentó la nueva crítica del valor al público francófono en 2003 con su libro Les Aventures de la marchandise. Pour une nouvelle critique de la valeur (en español, Las aventuras de la mercancía).
Anselm Jappe también ha dialogado e intercambiado ideas con Jaime Semprún, animador de l'Encyclopédie des Nuisances.
En 2017, publica La sociedad autófaga, libro en el que continúa las investigaciones de Las Aventuras de la mercancía, tratando la relación entre narcisismo y fetichismo.

## Obras en español
- 1998 - Guy Debord. Barcelona: Anagrama.
- 2009 - El absurdo mercado de los hombres sin cualidades, en colaboración con Robert Kurz y Claus-Peter Ortlieb. Logroño: Pepitas de calabaza. Trad. de Luis Andrés Bredlow y Emma Izaola. ISBN 978-84-937205-4-4
- 2011 - Crédito a muerte: la descomposición del capitalismo y sus críticos, Pepitas de calabaza, Logroño. Trad. de Diego Luis Sanromán. ISBN 978-84-938349-6-8
- 2015 - Criticar el valor, superar el capitalismo, en colaboración con José Manuel Rojo y Jordi Maiso. Madrid: Enclave.
- 2016 - Las aventuras de la mercancía. Logroño: Pepitas de calabaza. Trad. de Diego Luis Sanromán.
- 2019 - La sociedad autófaga. Logroño: Pepitas de calabaza. Trad. de Diego Luis Sanromán.
- 2021 - Hormigón. Arma de construcción masiva. Logroño: Pepitas de calabaza. Trad. de Diego Luis Sanromán.

## Obras en francés

### Libros
- Guy Debord, Edizioni Tracce, 1992, Pescara ; Éditions Via Valeriano, 1995, Marseille ; Éditions Via Valeriano-Sulliver, 1998, Arlés. Ed. Denoël, 2001. Traducido en seis lenguas.

- Les Aventures de la marchandise, pour une nouvelle critique de la valeur. Ed. Denoël, 2003.

- Les Habits neufs de l'empire : remarques sur Negri, Hardt et Rufin (con Robert Kurz) Ed. Lignes, 2003.

- L'avant-garde inacceptable - réflexions sur Guy Debord. Ed. lignes-Léo Sheer, 2004, obra que reúne la traducción de dos arts. publicados en la revista Krisis, "Politique du spectacle, spectacle de la politique" y "Les situationnistes sont-ils la dernière avant-garde ?", y un último texto inédito, "Guy Debord, un auteur comme les autres?".

- A partir del análisis de la revista Temps Critiques, lectura crítica de Les Aventures de la marchandise est proposée dans Jacques Guigou et Jacques Wajnsztejn, L'évanescence de la valeur. Une présentation critique du Groupe Krisis, L'Harmattan, 2004.

- Crédit à mort: la décomposition du capitalisme et ses critiques, Éditions Lignes, janvier 2011, 256 p.

- Après l'économie de marché, une controverse (avec Bernard Friot), 2014, Lyon, Atelier de création libertaire.

- Pour en finir avec l'économie. Décroissance et critique de la valeur (avec Serge Latouche), Libre et Solidaire, 2015.

- La société autophage, La Découverte, 2017.

- Béton, arme de construction massive du capitalisme, Paris, Éditions L'Échappée, 2020.
  - Hormigón. Arma de destrucción masiva del capitalismo, Logroño, Pepitas de calabaza, 2021.

- Sous le soleil noir du capital. Chroniques d'une ère de ténèbres, Albi, Éditions Crise & Critique, 2021 ISBN 9782490831166.[4]

- Un complot permanent contre le monde entier - essais sur Guy Debord, Éditions L'Échappée, 2023.

- Écologie ou économie, il faut choisir, L'Échappée, 2025.

### Artículos
- De l'« aura » des anciens musées et de l'« expérience » des nouveaux, revue Gruppen n°5 (enlace roto disponible en Internet Archive; véase el historial, la primera versión y la última)., 2012

- Vidéo d'une conférence d'Anselm Jappe à la Fondation Copernic " Critique du néolibéralisme ou critique de la société marchande ? " (2011).

- " Quelques bonnes raisons de se libérer du travail ", prise de parole au Forum social de Bayonne, 2003.

- Discussion avec Anselm Jappe autour de Les Aventures de la marchandise. Pour une nouvelle critique de la valeur, à la Maison des Sciences économiques à Paris, nov 2004.

- « La violence, mais pour quoi faire ? », en revista Lignes, mayo de 2009.

- « La politique n'est pas la solution », extraído de Les Aventures de la marchandise, Denoel, 2003.

- « Politique sans politique », en revista Lignes, 2008.

- « Est-ce qu'il y 'a un art après l'art » in 9e Biennale d'art contemporain de Lyon - L'histoire d'une décennie qui n'est pas encore nommée. Ed. des presses du réel, 2007).

- « Examen critique de l'ouvrage de Jean-CLaude Michéa, L'Empire du moindre mal » in Revue du MAUSS permanente, 17 sept 2008 [en línea].

- « Sade, le prochain de qui ? » en revista Illusio, 2007, no 4-5 (587 p.) p. 543-558.

- « La princesse de Clèves, aujourdhui », en revista Lignes.

- « C'est la faute à qui ? » otoño 2008.

- " Le choc des barbaries. Des Milliardaires à barbe contre des Milliardaires sans barbes ", sept 2001.

- « Avec Marx, contre le travail » en la Revue internationale des livres et des idées (Rili), n° 13, sept-oct 2009, revisión de los libros de Moishe Postone, Temps, travail et domination sociale. Une réinterprétation de la théorie critique de Marx, Mille et une nuits, trad. al francés 2009 (1993), y de Isaak I. Roubine, Essais sur la théorie de la valeur de Marx, Syllepse, 2009.

- « Le " côté obscur " de la valeur et le don », par Anselm Jappe, dans Revue du MAUSS, n°35, nov 2009.

- « Crédit à mort » por Anselm Jappe, en la revista Lignes, n° 30, oct 2009, p. 25-44.

- « L'argent nous pense-t-il ? », en revista Prétentaine, n° 25-26, 2010.

- « Au sujet de la décroissance : pertinence et limites », 2010.

- « Pourquoi lire Sohn-Rethel aujourd'hui ? », préface d'Anselm Jappe au livre de Sohn-Rethel, La pensée-marchandise, Le croquant, 2010.

- « Baudrillard, détournement par excès » en revista Lignes, n° 31, febr 2010.

- « Où sont les freins ? Sur l'accélération del'accélération du temps social. Recension critique d'un livre de Hartmut Rosa » en Revue internationale des livres et des idées, 2010.

### Correspondencia
- Cartas de Guy Debord a Anselm Jappe en Guy Debord, Correspondance, janvier 1988-novembre 1994, Fayard, 2008. Cartas a propósito del libro de Jappe, Guy Debord (1993) última reedición, ver Guy Debord. Essai, Denoël, 2001 (ed. revisada y corregida).

- Correspondencia con Jean-Marc Mandosio rn D'or et de sable (cap. « Fantôme, es-tu là? », p. 71-83), Éditions de l'Encyclopédie des Nuisances, 2008, 309 p.